# Tricharina
Tricharina är ett släkte av svampar. Tricharina ingår i familjen Pyronemataceae, ordningen skålsvampar, klassen Pezizomycetes, divisionen sporsäcksvampar och riket svampar.

## Bildgalleri

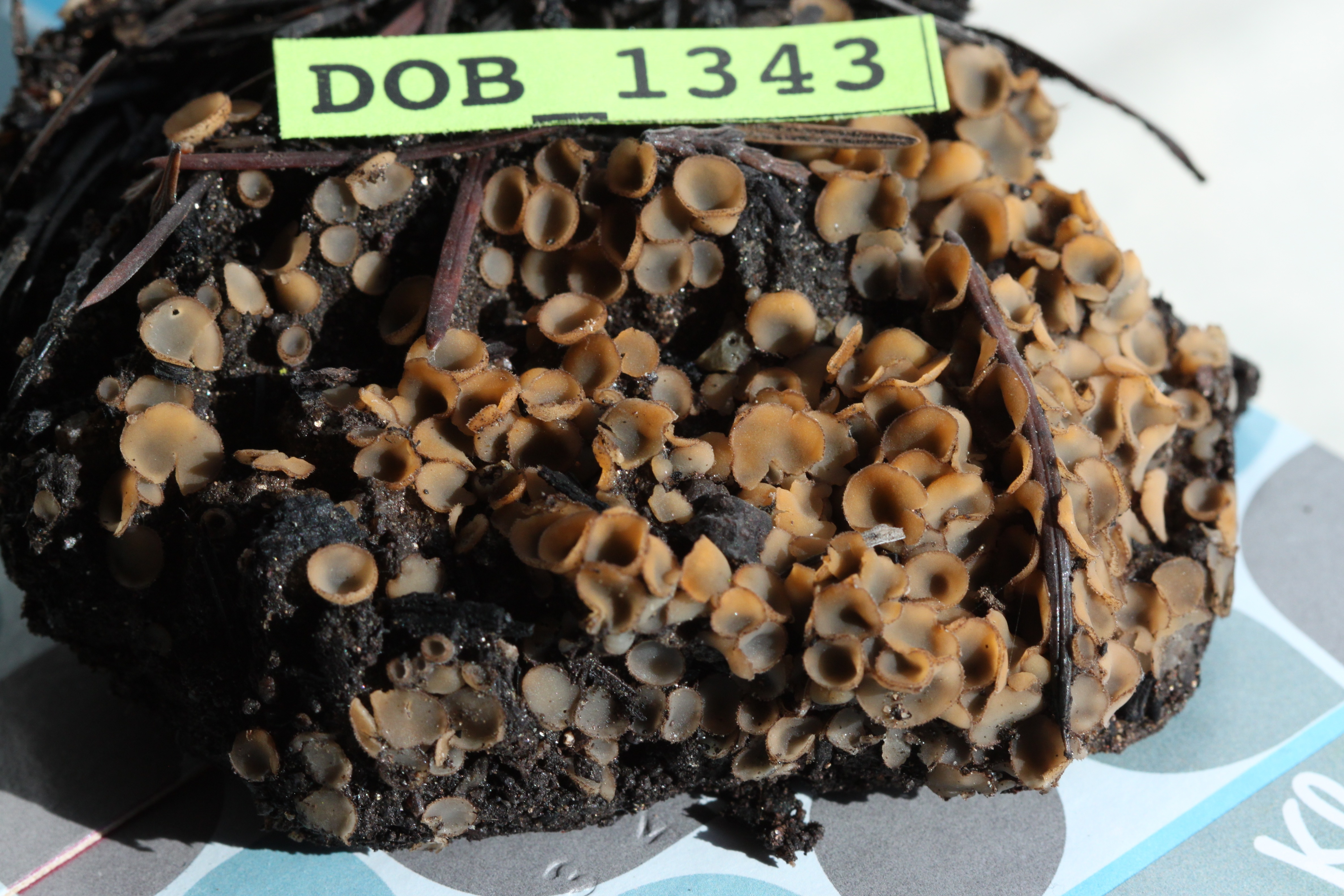